# Ulanów
Ulanów – miasto w województwie podkarpackim, w powiecie niżańskim, siedziba gminy miejsko-wiejskiej Ulanów, położone u ujścia Tanwi do Sanu. Leży w historycznej ziemi sandomierskiej w Małopolsce, stanowiło część województwa sandomierskiego.
Miasto jest ośrodkiem usługowym i turystyczno-wypoczynkowym. Bractwo Flisackie, skupiające około 150 członków, kultywuje tradycje flisackie. Funkcjonuje w mieście drobny przemysł wikliniarski i chemiczny.
W miejscowości znajduje się kościół, który jest siedzibą parafii pw. św. Jana Chrzciciela i św. Barbary. W strukturze kościoła rzymskokatolickiego parafia należy do metropolii lubelskiej, diecezji sandomierskiej, dekanatu Ulanów.
W odległości 3 km od miasta, przebiega droga krajowa nr 77. Przez miasto przebiega żółty szlak turystyczny z Sandomierza do Leżajska.
Według danych GUS z 1 stycznia 2024 r. miasto liczyło 1368 mieszkańców, będąc 50. najludniejszym miastem w województwie.

## Historia
Miasto założone przez Stanisława Ulinę Ulińskiego w 1616 r. w widłach Sanu i Tanwi. W XVII wieku istniały cechy kuśniersko-krawiecki i cech szewski. Na początku XVIII wieku powstał tu cech retmański.
Prawa miejskie uzyskał w 1616. Sławę i bujny rozkwit od XVII wieku do XIX wieku Ulanów zawdzięczał rozbudowanemu rzemiosłu szkutniczemu oraz silnemu ośrodkowi flisackiemu. U ujścia Tanwi do Sanu znajdowała się przystań rzeczna zwana „palem”, do której zawijały statki żeglugi śródlądowej. Przy „palu” w Ulanowie naprawiano statki. W latach wojen szwedzkich w XVII wieku Ulanów ucierpiał od najeźdźców. Podobnie zresztą w czasie wojen w następnym wieku, kiedy różne wojska łupiły miasto. Tym nie mniej wydana w roku 1786 „Geografia (...) Galicyi i Lodomeryi” autorstwa hrabiego Ewarysta Andrzeja Kuropatnickiego podawała: Ulanów. Wieś nad Sanem, dla dobrego przystępu wiele ma szpiklerzów i prawdziwe przedtem całego bełzkiego, Podola, Pokucia i Rusi czerwonej port kupców, osobliwie z płótnami wałowemi.
W połowie XIX wieku właścicielem Ulanowa wraz z przyległymi dobrami (Bieliniec, Wólka Bielińska, Bieliny, Glinianka i Dąbrowica) był Stanisław hr. Mniszek. Po jego śmierci w roku 1860 dobra te przypadły jego synowi, Alfonsowi hr. Mniszkowi (ur. 1828), żonatemu z Jadwigą z hr. Dunin-Borkowską. Od tej ostatniej zakupił je w 1892 roku Stefan Sękowski (1859-1910), żonaty z Karoliną ze Szlachtowskich (1866-1926). Po śmierci Stefana Sękowskiego Ulanów wraz z przyległymi wsiami nabył Witold ks. Czartoryski (1864-1945).
Od początku XX w. konkurencja kolei znacznie ograniczyła działalność tutejszych flisaków. Praktycznie zanikła żegluga statkami. Zniszczenia z okresu I wojny światowej i emigracja części ludności miasta do Ameryki, spowodowało zmniejszenie liczby mieszkańców Ulanowa i utratę praw miejskich w 1934. Zmalała ilość spławianych tratew, chociaż w latach międzywojennych dostarczano stąd jeszcze drewno aż do Gdańska. Szczątkowy spław zachował się do pierwszych lat po II wojnie światowej. Ostatnie tratwy wypłynęły z Ulanowa w 1968 r.
W Zwolakach znajduje się drewniana kaplica Niepokalanego Poczęcia Najświętszej Marii Panny z 1872 przeniesiona tutaj w 1981 z pobliskiej Dąbrowicy.
W 1921 r. w Zwolakach (obecnie teren Ulanowa) powstała grupa Badaczy Pisma Świętego, zaś w 1935 w Zwolakach powstał zbór Świadków Jehowy (obecnie zbór Nisko).
Ludność żydowska Ulanowa liczyła w 1939 roku 2200 osób i stanowiła 56,5% ogółu mieszkańców. Społeczność tę hitlerowcy wypędzili z miejscowości w listopadzie 1942.
Ulanów odzyskał prawa miejskie w 1958.
W latach 1975–1998 miasto administracyjnie należało do województwa tarnobrzeskiego.
8 września 1991 r. powstało w Ulanowie Bractwo Flisackie pod wezwaniem świętej Barbary. Za główny cel swojej działalności przyjęło kultywowanie flisackich tradycji Ulanowa oraz rozwój kulturalny gminy ulanowskiej. W 1993 roku został zorganizowany pierwszy kulturowy spław tratwiany z Ulanowa do Gdańska, o nazwie „Flis Szlakiem Praojców” (w 26 dni tratwy przebyły 724 km). Kolejne flisy na tej samej trasie odbyły się w 1996 i w 1997 roku. Podczas Międzynarodowego Zjazdu Flisaków we Włoszech w 2005 r. stowarzyszenie z Ulanowa zostało przyjęte do Międzynarodowego Stowarzyszenia Flisaków, zrzeszającego wówczas 26 organizacji. 
W 2009 w Ulanowie odbył się Międzynarodowy Zjazd Flisaków, a w 2015 otwarto Muzeum Flisactwa Polskiego.

## Urodzeni w Ulanowie
Aleksander Pityński – porucznik Wojska Polskiego, żołnierz Narodowej Organizacji Wojskowej i Narodowego Zjednoczenia Wojskowego.
Andrzej Pityński – polski rzeźbiarz mieszkający w Stanach Zjednoczonych. Kawaler Orderu Orła Białego.

## Demografia

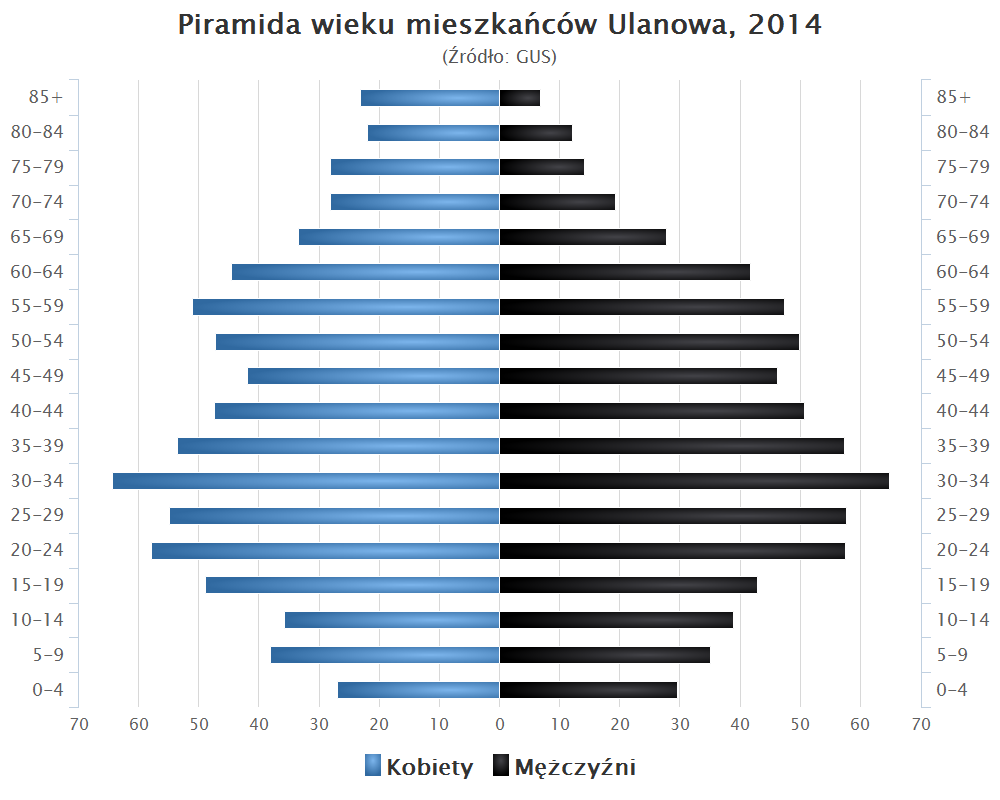
Piramida wieku mieszkańców Ulanowa w 2014 roku

## Zabytki
- Kościół parafialny pw. św. Jana Chrzciciela i św. Barbary wzniesiony w 1643 r. z fundacji Jana Hilarego Ulińskiego, chorążego halickiego. Jan Uliński był synem Stanisława i Zofii Kostczanki[13]. Kościół wielokrotnie remontowano w XVIII w. W II poł. XIX w. świątynię gruntownie odnowiono. Wnętrze dekorowane jest figuralną polichromią, prawdopodobnie z XVIII w., odnowioną i uzupełnioną w 1868 r. Zespół kościelny otoczony jest murem, w którego obwodzie od południa wbudowano murową dzwonnicę oraz dwie bramki: od północy i od południa.

Kościół znajduje się na terenie wpisanego do rejestru zabytków cmentarza parafialnego.

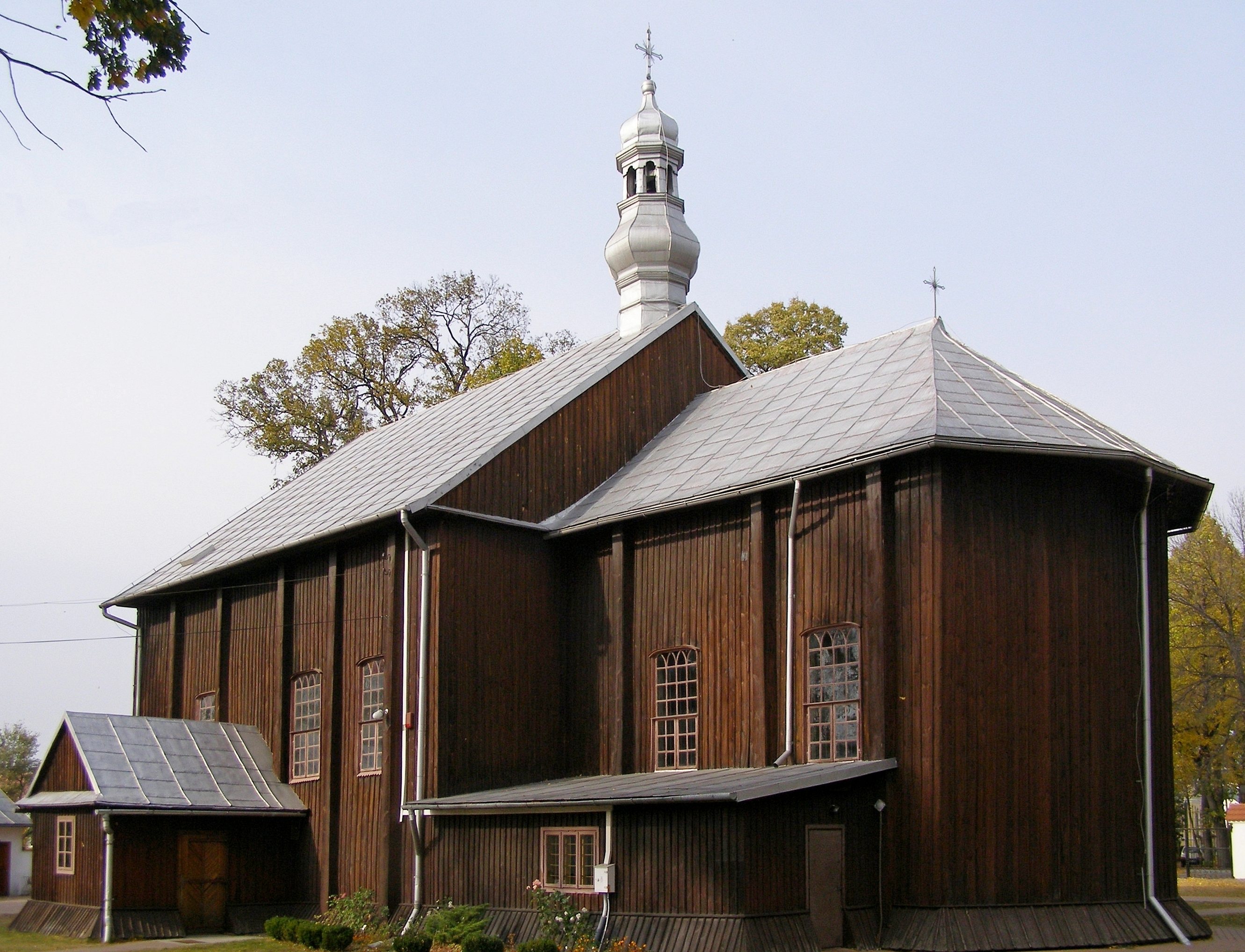
Kościół parafialny
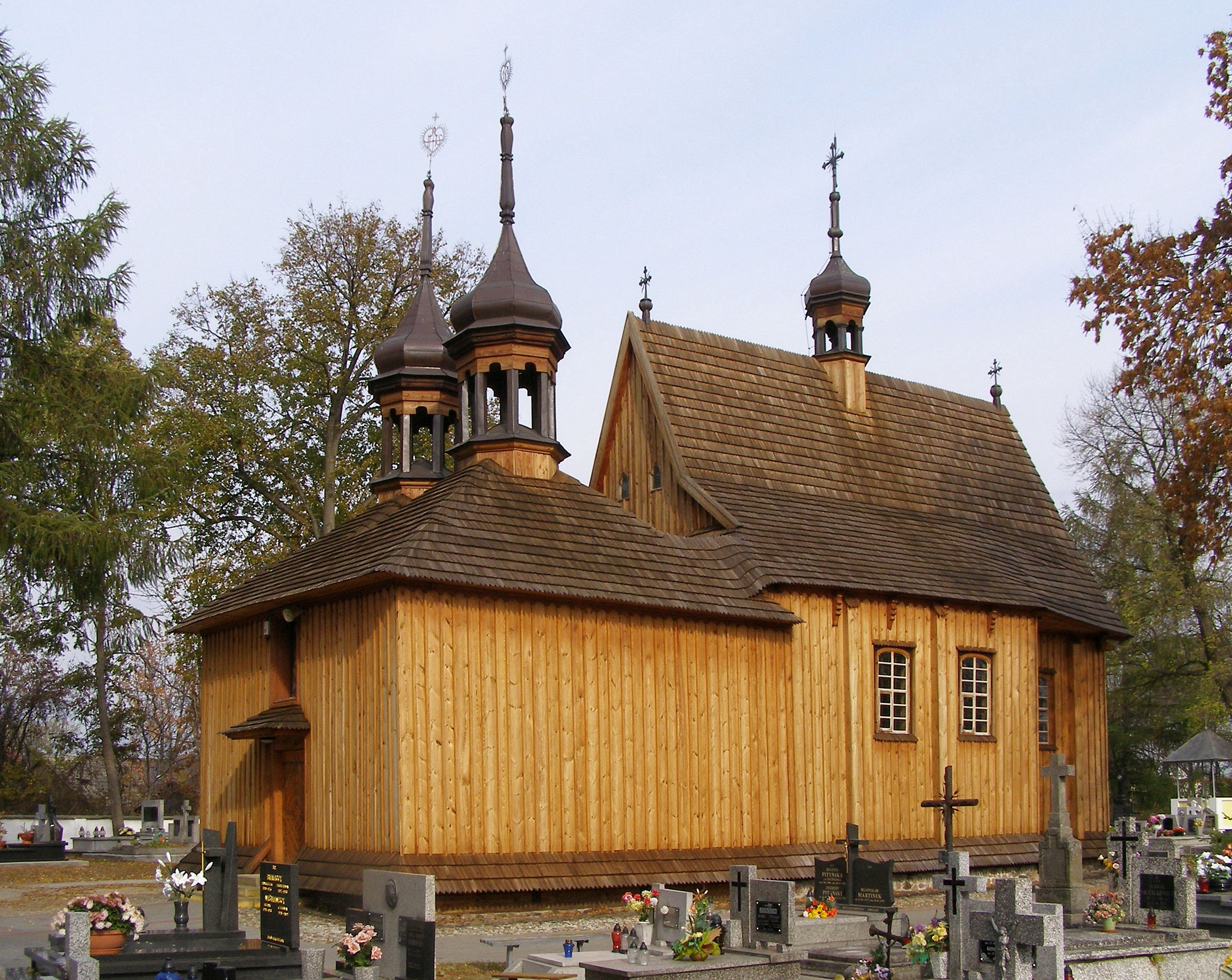
Kościół „flisacki” św. Trójcy
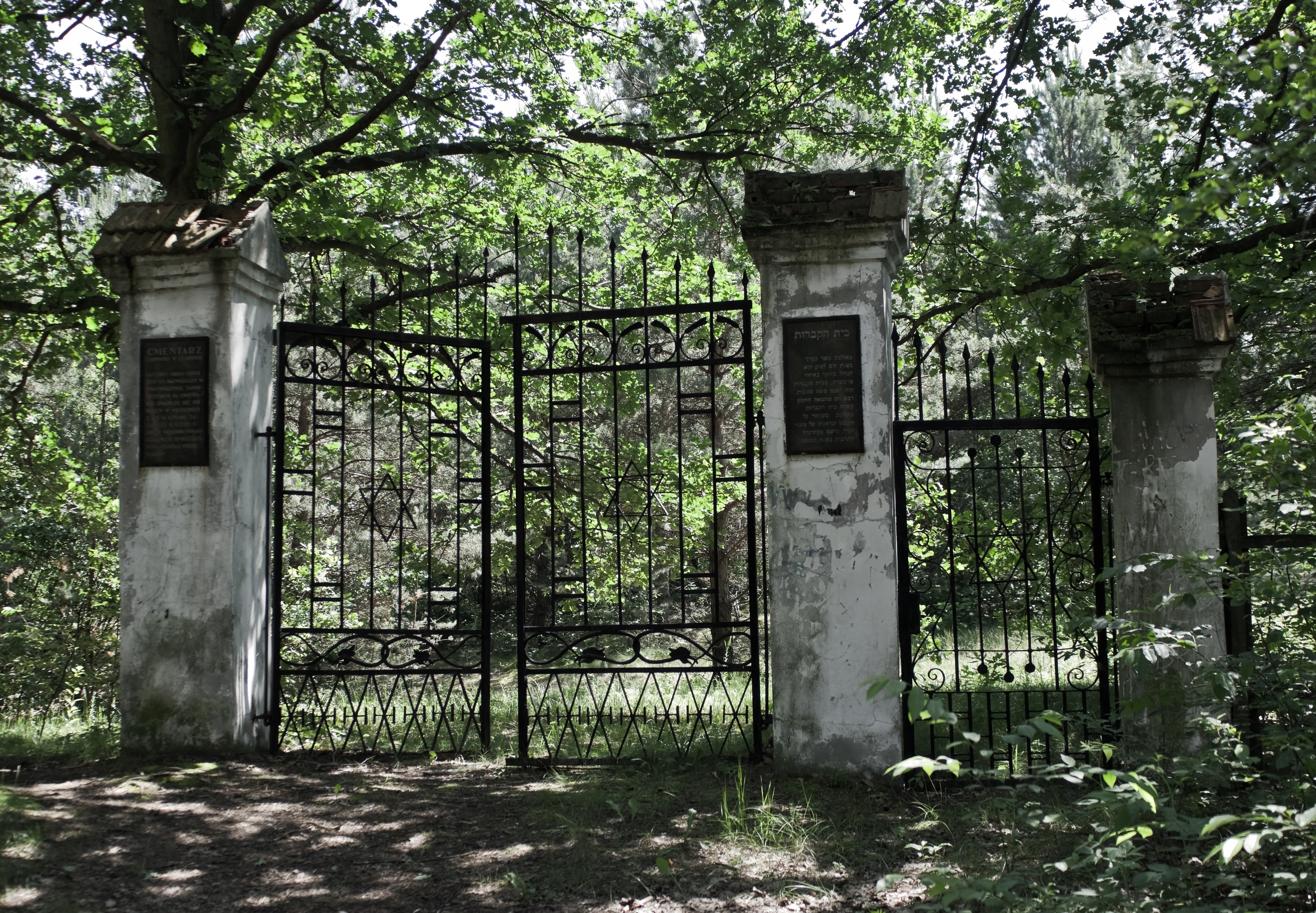
Cmentarz żydowski

- Kościół filialny pw. św. Trójcy (tzw. flisacki, cmentarny) zbudowany prawdopodobnie w 1660 z fundacji Jędrzeja Zamojskiego, wojewody smoleńskiego. Konsekrowany w 1742 i w tym samym czasie rozbudowany. Około połowy XIX w. kościół poddano gruntownemu remontowi. Wnętrze kościoła ozdobione polichromią z elementami iluzjonistycznej architektury pochodzącej zapewne z XVIII w., przemalowanej w II poł. XIX w. W 2002 kościół uległ zniszczeniu na skutek pożaru. Renowacja trwała 3 lata.
- Drewniane domy z XIX wieku.
- Kirkut założony około 1700

## Sport

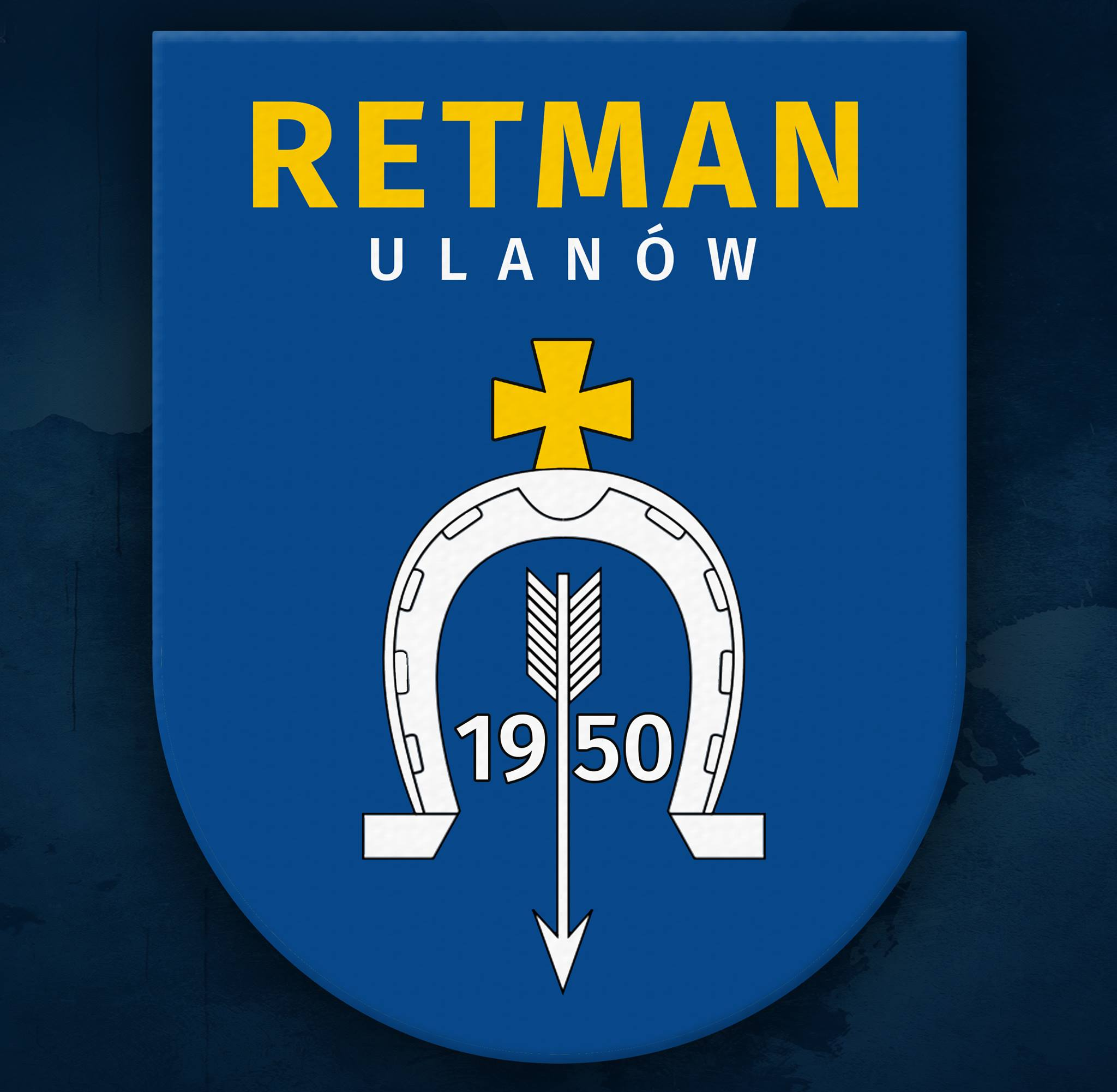
Herb klubu

W mieście działa piłkarski Miejsko-Gminy Klub Sportowy Retman Ulanów, który powstał w 1950. W sezonie 2018/19 drużyna grała w klasie okręgowej, obecnie w Klasie A okręgu Stalowa Wola. Barwy klubowe: niebiesko-żółte. Wychowankiem Retmana Ulanów był Stanisław Karaś, który następnie przeszedł do Stali Stalowa Wola, a potem od sezonu 1976/77 do Stali Mielec.